# Ořechov (železniční zastávka)
Ořechov je železniční zastávka ve stejnojmenné obci v okrese Žďár nad Sázavou. Leží v km 55,603 dvoukolejné elektrizované trati Brno – Havlíčkův Brod mezi stanicemi Vlkov u Tišnova a Křižanov. Zastávka byla spolu s tratí otevřena 5. prosince 1953.

## Popis zastávky
V zastávce jsou u obou traťových kolejí zřízena jednostranná vnější nástupiště o délce 140 m a s nástupní hranou ve výšce 550 mm nad temenem kolejnice. Nástupiště jsou propojena podchodem.

## Doprava
Zastavují zde pouze osobní vlaky jezdící na trase Křižanov – Tišnov – Brno hl. n. – Židlochovice / – Hustopeče u Brna (linka S3).